# Шотівка
Шо́тівка — село в Україні, в Іванівській селищній громаді Генічеського району Херсонської області. Населення становить 743 осіб. До 2017 адміністративний центр Шотівської сільської ради, до якої входило і селище Веселівка.

## Історія
Шотівка була заснована 1862 року селянами переселенцями із с. Жовни Золотонішського повіту Полтавської губернії, яким іванівська громада виділила землі навколо однойменної балки.
Свою назву село отримало від прізвища землеміра, який нарізав землі переселенцям (?) — Шотова. До кінця 50-х років ХХ століття населений пункт в усіх офіційних документах іменувався як Шотово, і лише потім змінився на Шотівку.
Першими мешканцями Шотівки були Мирон Штанько, Назар Собко, Сидір Попурій та інші.
На 1864 р. Шотівка була казенним селом, в якому проживало 278 осіб (119 чол. та 149 жін. статей); обраховувалося 70 дворів.
В 1879 р. в селі була збудована та освячена православна Спасо-Преображенська церква, першим настоятелем якої був Митрофан Столяровський За радянських часів церква було зруйнована.
Перша школа в Шотівці була відкрита у 1884 році.
На 1899 рік у шотівській школі працююва 1 вчитель, та обліковувався 71 учень (50 хлопчиків та 21 дівчинка).
У 1906—1907 і 1907—1908 навчальних роках у Шотівці 2 школи (1 земська і 1 школа грамоти). Курс навчання 1 рік. На 25 грудня 1923 року: І-ша школа — 55 учнів, 2-га — 28.
З 1925 р. у Шотівці діє одна чотирирічна школа.
12 червня 2020 року, відповідно до розпорядження Кабінету Міністрів України № 713-р «Про визначення адміністративних центрів та затвердження територій територіальних громад Запорізької області», увійшло до складу Іванівської селищної громади.
17 липня 2020 року, в результаті адміністративно-територіальної реформи та ліквідації Іванівського району, село увійшло до складу Генічеського району.
24 лютого 2022 року село тимчасово окуповане російськими військами під час російсько-української війни.

## Населення
Згідно з переписом УРСР 1989 року чисельність наявного населення села становила 779 осіб, з яких 377 чоловіків та 402 жінки.
За переписом населення України 2001 року в селі мешкало 739 осіб.

### Мова
Розподіл населення за рідною мовою за даними перепису 2001 року:
| Мова       | Відсоток |
| ---------- | -------- |
| українська | 95,83 %  |
| російська  | 3,50 %   |
| вірменська | 0,27 %   |
| молдовська | 0,27 %   |